# Draagkracht (ecologie)

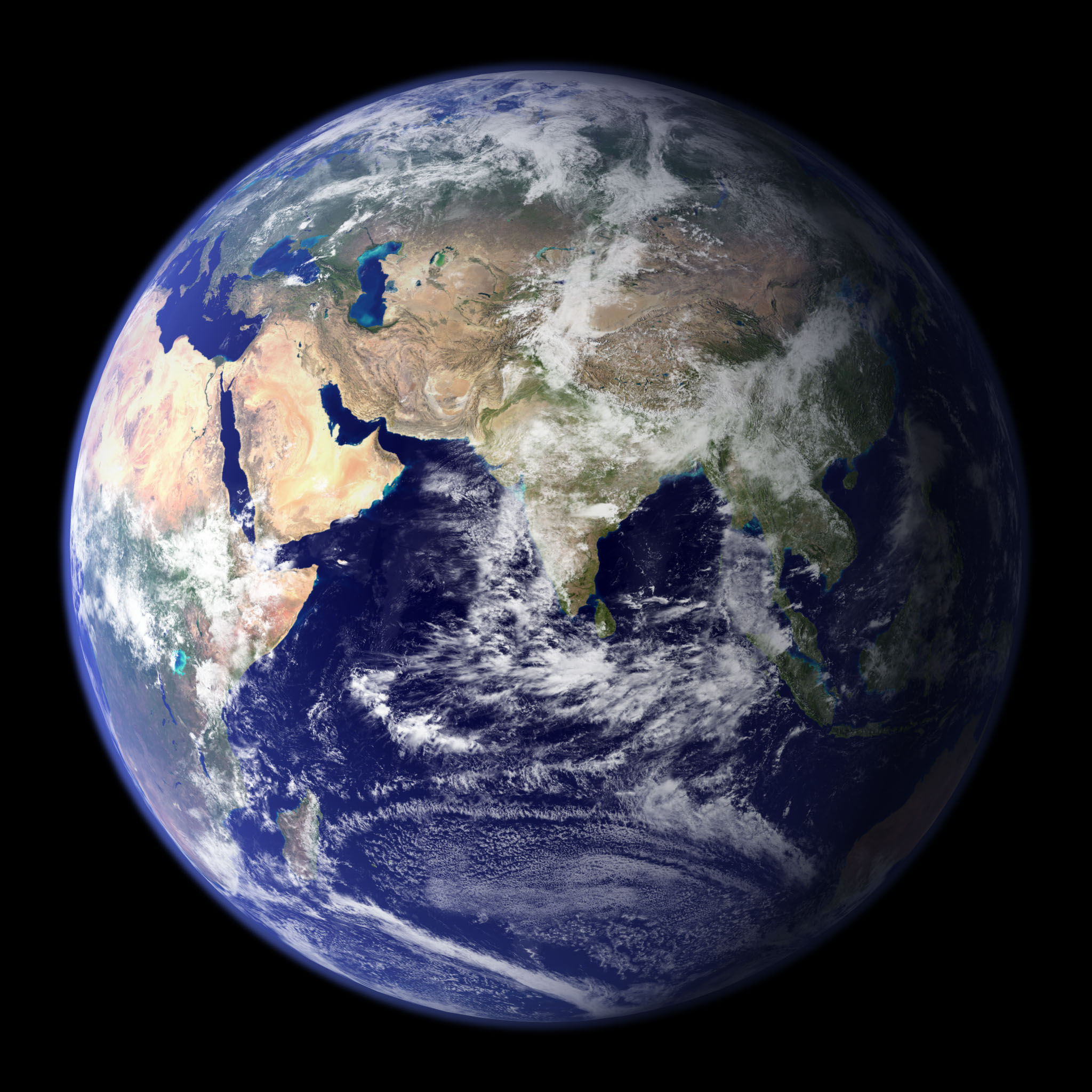
De draagkracht van de Aarde staat voor het aantal personen en organismen die het systeem Aarde kan voorzien in hun behoeften.

De draagkracht van een ecosysteem, bijvoorbeeld een meer, een holle weg of het systeem Aarde, is het vermogen van een ecosysteem om populaties van soorten te kunnen voorzien in hun bestaan; dat wil zeggen dat de leefomgeving voor langere tijd in staat is hen te voorzien van een habitat, van voldoende voedsel, water en andere levensbehoeften. 
Als de populaties van verschillende, in een ecosysteem levende, soorten toenemen in grootte, neemt de druk op de omgeving toe, onder andere door intensief gebruik. De populatiegrootte zal weer afnemen als de populatie de draagkracht overschrijdt, er blijft een natuurlijk evenwicht gehandhaafd. Dit als gevolg van een aantal factoren, afhankelijk van de betrokken soort. Voorbeelden zijn onvoldoende ruimte, zonlicht en voedsel. De draagkracht van een omgeving varieert en kan ook veranderen in de tijd. 

## De mens
De milieuwetenschappen gebruiken de term 'draagkracht' in verband met de gevolgen van menselijke activiteiten voor het aardse ecosysteem, om aan te geven dat de aardse grondstoffen eindig zijn, en dat het vermogen van het aardse ecosysteem om vervuilende stoffen te absorberen, beperkt is. Meer algemeen in de ecologie wordt met 'draagkracht' aangegeven of een gegeven ecosysteem kan voorzien in het benodigde aanbod van voedsel, zodanig dat de geografische factoren en de abiotische milieufactoren geschikt blijven voor het overleven van de populatie van de betrokken soort.
Een van de soorten die de Aarde moet voorzien in zijn behoeften is de mens. Behoeften van de mens zijn bijvoorbeeld schoon drinkwater, schone lucht, veilige woonplaatsen, sanitaire voorzieningen, medische zorg en onderdak. Elk jaar wordt berekend in welke mate de draagkracht van de aarde wordt overschreden door de gestegen consumptie van energie en andere grondstoffen en de toegenomen milieuverontreiniging. Deze overschrijding van de draagkracht van de aarde wordt weergegeven in de Earth Overshoot Day.
De draagkracht staat voor het aantal personen en organismen die het systeem Aarde kan voorzien in hun behoeften, zonder dat er significante negatieve effecten zijn op het gegeven organisme en zijn omgeving. De relatie tussen draagkracht en populatiegrootte is echter niet eenduidig. 
De Amerikaanse bioloog en demograaf Paul R. Ehrlich laat in zijn I=PAT-formule zien dat de mate van welvaart en toegepaste technologieën invloed hebben op de totale milieubelasting van de mens:
De milieudruk neemt toe naarmate er meer mensen de Aarde bevolken, zij meer consumeren en minder efficiënte technologie gebruiken. Het is onjuist om de draagkracht direct te koppelen aan het aantal mensen dat de Aarde bevolkt, omdat de milieudruk van mensen evenzeer afhangt van hun levenswijze.